# Лука Јовић
Лука Јовић (Лозница, 23. децембар 1997) српски је фудбалер. Тренутно наступа за АЕК Атину и репрезентацију Србије. Висок је 182 центиметра и игра на позицији најистуренијег нападача.
Своју професионалну каријеру започео је у дресу београдске Црвене звезде, за чији први тим је дебитовао у мају 2014. године, код тадашњег клупског стратега, Славише Стојановића, на затварању такмичарске 2013/14. у Суперлиги Србије. Непосредно по уласку у игру, Јовић је постигао свој први погодак у професионалном такмичењу. Кроз млађе категорије тог клуба, Јовић је претходно стасавао од 2005, те је дужи низ година био један од најпродуктивнијих нападача у клупској школи. Одмах затим, Јовић је пред почетак такмичарске 2014/15. задужио дрес са бројем 9 у економату сениорског састава, а тренер Ненад Лалатовић указао му је шансу на 22 утакмице у Суперлиги Србије, од чега је половину сусрета започео на терену. Током те сезоне, Јовић је био стрелац 6 погодака. Доласком Миодрага Божовића на место шефа стручног штаба, Јовић је током првог дела такмичарске 2015/16. одиграо укупно 21 утакмицу у свим такмичењима, од чега је на трећини сусрета био стартер, а постигао је укупно 6 погодака, колико и претходне сезоне.
Из Црвене звезде је почетком 2016. прешао у Бенфику, а Звезда је на име обештећења добила око два милиона евра, с тим што је највећи део тих средстава приходовала раније, продајом 70 процената Јовићевог уговора инвестиционом фонду менаџера Пинија Захавија. За преосталих 30 одсто, од Бенфике је добијено 600 хиљада евра. Јовић је у наредном периоду најчешће наступао за развојни тим тог португалског клуба, па је лета 2017. отишао на двогодишњу позајмицу Ајнтрахту из Франкфурта. У Немачкој је провео следеће две године, где се истакао учинком у сезони 2018/19, када је у свим такмичењима за Ајнтрахт постигао 27 голова на 48 утакмица. Ајнтрахт је у априлу 2019. искористио откупну клаузулу и потписао вишегодишњи уговор са Јовићем. У јуну исте године, Јовић је званично представљен као појачање Реала из Мадрида. Према незваничним објавама, вредност обештећења које је Реал исплатио износила је 60 милиона евра, уз могућност доплате додатних средстава на име бонуса.
Паралелно са играма на клупском нивоу, Јовић је прошао све млађе репрезентативне селекције Србије. За сениорски састав дебитовао је 2018. године, а исте године учествовао је на Светском првенству у Русији.

## Клупска каријера

### Црвена звезда

#### Млађе категорије и професионални почеци
Лука Јовић је рођен у Лозници, 23. децембра 1997, а одрастао је у селу Батру крај Бијељине. Прве фудбалске кораке начинио је на стадиону Омладинца у родној Лозници. Њега је, као осмогодишњака који је учествовао у Мини макси лиги, приметио Томислав Милићевић, скаут београдске Црвене звезде, те је Јовић недуго затим добио позив на селективну утакмицу за нове чланове тог клуба. Према речима Лукиног оца, Милана Јовића, Милићевић је током тог догађаја, одржаног 10. маја 2005. године, инсистирао да играч приступи београдском клубу и да редовно долази на утакмице млађих селекција. У Београду је најпре играо као члан школе фудбала „Коњарник“. Отац је Луку наредних шест година довозио на утакмице из Батра, а ноћи пред утакмице неретко су преспавали у аутомобилу марке „Фолксваген Пасат“. Лука је касније прошао све млађе категорије Црвене звезде, али је у међувремену одиграо једну утакмицу за састав вечитог ривала, услед краткотрајних несугласица клупског руководства и Милана Јовића. Као малолетан фудбалер, Јовић је имао потписан уговор са менаџерском агенцијом Lian Sports, која се старала о развоју његове каријере.
После пионирске и кадетске селекције, за коју је наступао до 2013. године, Јовић је прикључен и омладинској екипи Црвене звезде. Тадашњи шеф стручног штаба првог тима, Рикардо Са Пинто, Јовића је као петнаестогодишњака позвао на тренинг екипе састављене од играча са мањом минутажом и чланова млађих клупских селекција. Недуго затим, Јовићу је понуђен професионални уговор који је исте године потписао са клубом. Он је током јесени исте године наступао са годину дана старијом генерацијом, а посебно се истакао у победи од 9 : 1 над краљевачком Слогом, када је три пута савладао чувара мреже тадашњег ривала, Владана Грбовића.
Након свог шеснаестог рођендана и стицања услова да се званично прикључи првој екипи, Јовић је почетком наредне календарске године изостао са прве прозивке сениорског састава, код тренера Славише Стојановића. Спортски сектор и представници управе такав потез клуба образложили су речима да је за Јовића рано и да у тиму има довољно нападача. Касније, током пролећа, Јовић је пројектован као један од клупских проспеката за наредну сезону, те је прикључен раду са првотимцима. Свој дебитантски наступ у сениорској конкуренцији Јовић је забележио 28. маја 2014. године, на затварању такмичарске 2013/14. у Суперлиги Србије. Он је тада у игру ушао уместо Ифеаниа Оњила у 73. минуту сусрета са екипом Војводине на Стадиону Карађорђе у Новом Саду. Постигавши погодак два минута по свом уласку у игру, за изједначење и коначних 3 : 3, Јовић је постао најмлађи стрелац у историји Црвене звезде, са шеснаест година, пет месеци и пет дана, те је тако оборио рекорд који је претходно поставио Дејан Станковић. Освојеним бодом на тој утакмици, Црвена звезда је потврдила прво место на табели Суперлиге Србије и освојила шампионску титулу. Исти успех Јовић је наредног месеца поновио и са омладинском екипом, у којој се остварио као најбољи стрелац са 19 погодака.

#### Сезона 2014/15: улазак у први тим
Лета 2014. године, након одласка Абиоле Дауде из клуба, Јовић је уместо броја 40, који је носио крајем претходне сезоне, у економату Црвене звезде задужио дрес са бројем 9. Црвена звезда је истог лета, одлуком Уефе, избачена из квалификација за Лигу шампиона, услед непоштовања финансијског фер-плеја. Јовић се крајем јуна те године одазвао првој прозивци новог шефа стручног штаба Црвене звезде, Ненада Лалатовића, а потом је, са екипом прошао прву фазу припрема у Термама Чатеж. Лалатовић је Јовићу указао прилику од почетка такмичарске 2014/15. у Суперлиги Србије, који је тако на отварању сезоне, против нишког Радничког, у игру ушао у 67. минуту игре, при резултату од 2 : 0 за свој тим. Након уводних пет кола у Суперлиги Србије, на којима је у игру улазио као резервиста, Јовић је на наредна два сусрета остао на клупи. У међувремену је забележио своју прву утакмицу коју је започео на терену, када се нашао у постави своје екипе за сусрет шеснаестине финала Купа Србије, против чачанског Борца. У игри је тада провео 70 минута, после чега га је заменио Ђорђе Ракић. Свој први лигашки старт, Јовић је уписао 18. октобра 2014. године, на гостовању Партизану на Стадиону у Хумској улици. Тако је постао најмлађи фудбалер у историји вечитих дербија са 16 година, девет месеци и 25 дана, оборивши још један рекорд Дејана Станковића, који је прву утакмицу против вечитог ривала одиграо са 17 година и шест месеци. Читаву утакмицу на терену по први пут је провео у осмини финала Купа, када је Црвена звезда поражена од екипе Рада, минималним резултатом, услед чега је елиминисана из даљег такмичења. Иако су медији током лета писали о евентуалном одласку Јовића у неки од клубова из лига петице, међу којима је Атлетико из Мадрида наведен као клуб који је био спреман да издвоји 2,5 милона евра за трансфер, руководство Јовићевог матичног клуба није било задовољно висином обештећења. Такође, постојала је и понуда Фјорентине, да играч заједно са вршњаком Милошем Стојановићем пређе у редове тог клуба, која није разматрана. Међутим, како је клуб био у обавези да сервисира заостала дуговања, медији су крајем 2014. године пренели незваничну информацију да је 20 процената уговора Луке Јовића пренето у власништво инвестиционог фонда Пинија Захавија. На тај начин су, средствима у вредности од 400 хиљада евра, намирена потраживања Гжегожа Броновицког, који је за Црвену звезду наступао у периоду од 2007. до 2009. године.
Током пролећног дела шампионата, Јовић се усталио у постави Црвене звезде, а свој први гол у сезони постигао је 7. марта 2015. године, против Војводине. Црвена звезда је на свом стадиону победила резултатом 3 : 0, а Јовић је постигао трећи гол за свој тим. У следећем колу, Звезда је гостовала Спартаку на Градском стадиону у Суботици, а сусрет је завршен победом црвено-белих од 3 : 1. Јовић је тада најпре изнудио једанаестерац за свој тим, након прекршаја голмана домаће екипе, Николе Мирковића, који је реализовао Михаило Ристић, а затим и постигао последњи гол за свој тим, на асистенцију Џошуе Паркера. Дан касније, Јовић је наступио за омладински састав Црвене звезде, на Вечитом дербију против одговарајуће селекције Партизана. Крајем истог месеца, Јовић је продужио уговор са клубом за још три године, по ком му је месечна зарада износила 9 хиљада евра. На сусрету 22. кола Суперлиге Србије, одиграном 9. априла 2015. године, против чачанског Борца, Јовић је био стрелац два поготка у победи свог тима, резултатом 3 : 1. Одмах затим, у наредном колу, био је стрелац јединог поготка на Стадиону Обилића на Врачару, када је Црвена звезда остварила минималну победу над саставом Вождовца. Јовић је до краја сезоне уписао још једну асистенцију, код гола Петра Орландића у победи од 3 : 1 над Доњим Сремом, те још погодак, у победи од 2 : 0 над Радом, у 26. колу. На наредној утакмици, када је Црвена звезда поражена од Чукаричког на Стадиону на Бановом брду, Јовић је претрпео повреду левог колена, па до краја сезоне више није наступао. Тиме је на укупно 22 утакмице у Суперлиги Србије, уз још две у куп такмичењу, постигао шест погодака и уписао две асистенције, све током пролећног дела сезоне.

#### Сезона 2015/16: ограничена минутажа
Како није путовао на Светско првенство са репрезентацијом Србије до 20 година старости, Јовић се лета 2015. одазвао првој прозивци новог шефа стручног штаба Црвене звезде, Миодрага Божовића. Са клубом је, недуго затим, отишао на припреме у Терме Чатеж, као један од два централна нападача у саставу, уз Петра Орландића. На старту квалификација за Лигу Европе, Јовић је на првој утакмици против казахстанског представника, Каирата, на терен ступио уместо Милоша Цветковића, након једног часа игре. У реваншу је одиграо читав сусрет. Црвена звезда је обе утакмице изгубила, услед чега је елиминисана из даљег такмичења. На отварању такмичарске сезоне у Суперлиги Србије, Црвена звезда је гостовала ОФК Београду на стадиону Обилића на Врачару. Јовић је тада одиграо читав сусрет и постигао други гол за свој тим, који је остварио победу резултатом 6 : 2, иако је на полувремену губио са 2 : 0. У трећем колу домаћег шампионата, Црвена звезда је на свом терену дочекала нишки Раднички, а Јовић је голом у 88. минуту донео свом клубу изједначење, за коначних 1 : 1. Одмах затим, наредне седмице, Звезда је гостовала Вождовцу а Јовић је постигао одлучујући гол за победу свог тима, резултатом 3 : 2. Следећи гол је постигао након скоро два месеца. Црвена звезда је 3. октобра гостовала Спартаку у Суботици, а Јовић је поново постигао одлучујући гол за победу црвено-белих од 3 : 2. До краја истог месеца, Јовић је уписао две асистенције, у победама над новосадском Војводином и ОФК Београдом. Почетком децембра 2015, Јовић је био стрелац јединог поготка за свој тим у поразу од 5 : 1 на домаћем терену од састава чачанског Борца, у оквиру осмине финала Купа Србије. Неколико дана касније, Јовић је постигао последњи гол у Суперлиги Србије у дресу Црвене звезде, када је његова екипа победила Чукарички на Стадиону на Бановом брду, резултатом 7 : 2.
Јовић је код тренера Божовића током првог дела сезоне 2015/16. одиграо 19 првенствених утакмица на којима је био стрелац пет голова. Ипак, од тих 19 мечева, само је на четири утакмице био стартер, док је на преосталим сусретима у игру улазио са клупе. Уз то, наступио је и на две утакмице Купа Србије, постигавши један погодак. У ротацији код Божовића био је трећи нападач, а шансу пре њега добијали су Уго Вијеира и Предраг Сикимић. Лукин отац, Милан Јовић, јавно је испољавао незадовољство статусом који његов син има код тадашњег тренера. Тврдио је да залагање његовог сина никада није било упитно, те да као један од најталентованих појединаца заслужио другачији однос и више поштовања спортског сектора. Са друге стране, Божовић је сматрао да су остали нападачи квалитетнији за његов систем, док је Јовићу замерао вишак килограма и неприлагођену исхрану. Голман Јован Вићић, Јовићев вршњак и тадашњи саиграч, касније је говорио о ситуацији када је Божовић прозвао Јовића због сусрета у пекари недалеко од стадиона, ословивши га Јовара-пекара. Почетком 2016. године, Звездан Терзић је изјавио да је зарада Црвене звезде од продаје Луке Јовића ограничена на два милиона евра, односно да је 70 одсто уговора раније продато кипарском Аполону, формалном представнику инвестиционог фонда Пинија Захавија, за 1,4 милиона евра. Одласком Луке Јовића из матичног клуба у иностранство, Црвена звезда је за преостали део уговора приходовала 600 хиљада евра. Иако су Лука Јовић, Предраг Рајковић и Вукашин Јовановић клуб напустили у току сезоне, Црвена звезда им је доделила медаље за учешће у освајању трофеја у Суперлиги Србије.

### Бенфика
Након вишемесечног скаутинга емисара тог клуба, Јовић је крајем јануара 2016. потписао уговор са лисабонском Бенфиком на пет и по година. Према писању португалског листа Рекорд, у извештају који је Бенфика доставила Комисији за хартије од вредности, на име обештећења за Јовићев уговор исплаћено је 6,6 милиона евра, од чега је, према раније договореној динамици, његовом матичном клубу припало 600 хиљада европских новчаница. Тада је дефинисана и откупна клаузула за тек пунолетног нападача, која је износила 60 милиона у истој валути, не рачунајући износ пореза на додату вредност. Јовић је у свом новом клубу задужио дрес са бројем 35, а планирано је да најпре игра за развојни тим и буде у конкуренцији за прву екипу, те је лиценциран за утакмице четвртфинала Лиге Шампиона. На свом дебитантском наступу за резервни тим Бенфике, у 34. колу Друге лиге Португалије, Јовић је асистирао Ивану Шапоњићу у ремију са екипом Ковиље, резултатом 2 : 2. Нешто касније, 20. марта исте године, Јовић је дебитовао за први тим Бенфике, када је на терен крочио у 84. минуту првенствене утакмице против Боависте, коју је Бенфика добила минималним резултатом. У Лиги шампиона дебитовао је пред крај реванш сусрета са минхенским Бајерном, ушавши у игру уместо Елизеуа, при резултату 2 : 2. Бенфика је након двомеча елиминисана из даљег такмичења. Претходно је био стрелац за Бенфику Б, у победи од 3 : 1 на гостовању саставу Оријентала. За други тим је погодио још против резервиста Виторије Гимараис. По окончању сезоне, Бенфика је освојила титулу шампиона португалског првенства.
Јовић је почетак наредне сезоне пропустио због повреде. Касније је изостављен са списка лиценцираних играча за групну фазу Лиге шампиона. Највећи део сезоне наступао је за Б тим Бенфике, за који је одиграо 11 утакмица уз 2 гола и 1 асистенцију. Погађао је против екипа Санта Кларе и Фреамунде. У Првој лиги Португалије прилику је добио у минималном поразу од Виторије Сетубал у 19. колу. За први тим је током такмичарске 2016/17. наступио још на сусрету са Визелом у оквиру Лига купа Португалије. На оба догађаја у игру је ушао са клупе. Као повремени члан првог тима, Јовић је учествовао у одбрани титуле португалског шампионата. Како у лисабонској Бенфици није добијао пуно прилика да се искаже поред Жонаса, Митроглуа и Хименеза, клуб је уговорио позајмицу српском нападачу. Под уговором је остао до априла 2019. године, када је на име обештећења добијено 7 милиона евра.

### Ајнтрахт Франкфурт

#### Сезона 2017/18: Позајмица из Бенфике
Према ранијим најавама, Јовић је 27. јуна 2017. године званично представљен као појачање Ајнтрахта из Франкфурта. Клубу је приступио уз споразум о двогодишњем уступању из Бенфике, са опцијом откупа уговора након тог периода. У свом новом тиму, Јовић је задужио дрес са бројем 8, а на свом дебију, у пријатељској утакмици против нижелигаша Хефтриха, постигао је 6 од укупно 15 голова. Први званични сусрет одиграо је у оквиру првог кола Купа Немачке, 12. августа исте године, када је у игру ушао уместо Себастијена Алеа, пред крај сусрета са нижелигашем Ернтебриком, при резултату од 3 : 0 за свој тим. У Бундеслиги Немачке дебитовао је 16. септембра, против Аугзбурга, када је у 67. минуту игре на терену заменио свог сународника Мијата Гаћиновића. У 80. минуту истог сусрета, Јовић је постигао једини погодак за свој тим, након корнера Џонатана де Гузмана, у поразу од 2 : 1 на домаћем терену. Јовић се у стартној постави Ајнтрахта по први пут нашао у другом колу Купа, када је био асистент за последњи од 4 поготка против састава Швајнфурта. Први лигашки старт забележио је у 16. колу, када је његов тим савладао Хамбургер на гостовању, резултатом 2 : 1. Јовић тада није имао конкретан статистички учинак, а на терену је провео 62 минута, после чега га је заменио Кевин Принс Боатенг. Одмах затим, у следећем колу, Јовић је био стрелац првог гола на сусрету са Шалкеом, када је у другом минуту погодио на асистенцију Мијата Гаћиновића. На прва два одиграна сусрета у 2018. години, Јовић је у игру улазио са клупе. По ступању на терен, на обе утакмице, против Волфсбурга, односно Борусије из Менхенгладбаха, Јовић је био стрелац и на тај начин потврдио победе свог тима. На наредном сусрету, у поразу од 3 : 0 од Аугзбурга, Јовић је на терену провео читав меч. После тога је био асистент код поготка Антеа Ребића, у победи од 4 : 2 над саставом Келна. Током марта и априла 2018, Јовић је био стрелац на четири узастопне бундеслигашке утакмице, против Борусије из Дортмунда, Мајнца, Вердера из Бремена и Хофенхајма. У полуфиналу Купа Немачке, Јовић је постигао једини погодак за минималну победу над Шалкеом, чиме је обезбедио пласман свог тима у финале. Јовић је на финалном сусрету са минхенским Бајерном, који је Ајнтрахт добио резултатом 3 : 1, преседео на клупи за резервне фудбалере. Ајнтрахт је тако, након 30 година поново освојио трофеј у том такмичењу.

#### Сезона 2018/19: Откуп уговора
Јовић је своју прву утакмицу у такмичарској 2018/19. одиграо у Суперкупу Немачке, против минхенског Бајерна, 12. августа 2018. године. У игру је том приликом ушао уместо Себастијена Алеа, у 76. минуту, при вођству противничког тима од 4 : 0, док је тадашњи ривал до краја утакмице постигао још један погодак. Неколико дана касније, Јовић је одиграо свих 90 минута на сусрету првог кола Купа Немачке, када је његов тим поражен резултатом 2 : 1 од састава домаћег Улма и елиминисан из даљег такмичења. После променљивих игара и ограничене минутаже на почетку сезоне, Јовић је свој први гол у новој сезони постигао на отварању групне фазе Лиге Европе, када је поставио коначних 1 : 2 на гостовању Олимпику у Марсељу. Последњег дана септембра 2018, Јовић је био стрелац у победи од 4 : 1 над саставом Хановера, ушавши у игру са клупе. Јовић је голгетерску серију наставио на наредним утакмицама. У другом колу, Лиге Европе, 4. октобра, Ајнтрахт је на свом терену убедљиво победио екипу Лација, истим резултатом који је остварио на претходном такмичарском сусрету, док је Јовић био стрелац трећег поготка за свој тим. У наредном колу Бундеслиге забележио је гол и асистенцију за победу свог тима од 2 : 1 над Хофенхајмом, док је 19. октобра постигао пет голова у победи од 7 : 1 против Фортуне из Диселдорфа, у оквиру осмог кола Бундеслиге. Јовић је тако постао први фудбалер у историји Ајнтрахта који је дао пет голова на једном мечу, као и најмлађи фудбалер са таквим учинком у историји немачке Бундеслиге. Запажен учинак Јовић је остварио и у 10. колу немачког шампионата, када је био асистент код поготка Антеа Ребића у победи од 3 : 0 на гостовању екипи Штутгарта. Одмах затим, погодио је на гостовању свом бившем клубу, Аполону, у Лимасолу, где је Антрахт остварио победу резултатом 3 : 2. После тога, у 11. колу Бундеслиге постигао је два од три гола у победи против Шалкеа. У следећем колу тог такмичења био је асистент код другог од три поготка своје екипе у победи од 3 : 1 над Аугзбургом. Неколико дана касније, Јовић је два пута погодио у 5. колу Лиге Европе, у победи од 4 : 0, против Олимпика. У 13. колу Бундеслиге, Јовић је постигао једини гол за свој тим у поразу од 2 : 1 од Волфсбурга, на домаћем терену. Победом над Лациом у последњем колу групне фазе Лиге Европе, Антрахт је освојио максималних 18 бодова из свих 6 победа, чиме се позиционирао на 1. месту на табели. До краја календарске 2018, Јовић је био стрелац још и против Мајнца, када је постигао оба поготка за свој тим у ремију од 2 : 2.
Свој први погодак у 2019. години, Јовић је постигао у 18. колу Бундеслиге, 19. јануара, у победи од 3 : 1 над Фрајбургом. Почетком наредног месеца, Јовић је искористио асистенцију Денија да Косте, те је својим поготком обезбедио бод против Борусије из Дортмунда. На првој утакмици шеснаестине финала Лиге Европе, Јовић је уписао асистенцију Филипу Костићу у ремију од 2 : 2, са Шахтјором, на Спортском комплексу Металиста у Харкову. У реванш сусрету, на домаћем терену, Јовић је постигао први гол за свој тим у победи свог тима са 4 : 1, којом је обезбеђен пролаз у следећу фазу такмичења. У 23. колу Бундеслиге, Јовић је директно учествовао код сва три гола Ајнтрахта на утакмици против Хановера, забележивши гол и две асистенције. После прве утакмице без погодака, против Интера из Милана, у осмини финала Лиге Европе, Јовић је у реваншу на стадиону Ђузепе Меаца постигао једини погодак за минималну победу свог тима и пласман у четвртфинале. Последњег дана марта 2019, Јовић је био стрелац у победи своје екипе од 3 : 0 над Штутгартом, док је неколико дана касније постигао одлучујући погодак за победу од 2 : 1 над Шалкеом на Фелтинс арени у Гелзенкирхену. У четвртфиналу Лиге Европе, Ајнтрахт се састао са Јовићевим бившим клубом, Бенфиком. На првој утакмици, у Лисабону, Бенфика је победила резултатом 4 : 2, док је Јовић је био стрелац првог гола за Ајнтрахт. На дан пред други сусрет, 17. априла 2019. године, Ајнтрахт је искористио опцију из уговора о позајмици и откупио Јовићев уговор. У реваншу је Ајнтрахт победио са 2 : 0, што је било довољно за пласман у полуфинале, а Јовић је на терену био до 76. минута. У полуфиналу тог такмичења, Ајнтрахт се сусрео са екипом Челсија. На првој утакмици, у Франкфуруту, било је нерешено, 1 : 1, а Јовић је био стрелац јединог гола за свој клуб. Реванш на Стамфорд бриџу је након 90. минута завршен истим резултатом, док је Јовић поново био стрелац. Ипак, након бољег извођења једанаестераца, Челси је прошао у финале Лиге Европе. Јовић је сезону у Лиги Европе завршио са 10 постигнутих голова на 14 одиграних мечева, а испред њега је био само Оливије Жиру из Челсија, који је постигао један гол више. Јовић је заједно са саиграчем Костићем уврштен у најбољи тим Лиге Европе за сезону 2018/19. Нешто касније, уврштен је и у идеални тим Бундеслиге за сезону 2018/19. Трку за најбољег стрелца лиге је завршио на деоби трећег места са 17 погодака, а уз то поделио је и шест асистенција. Играо је на 32 утакмице. Током сезоне 2018/19, Јовић је одиграо укупно 48 утакмица и постигао 27 голова у свим такмичењима.

### Реал Мадрид
После вишедневних медијских објава, Реал из Мадрида је, 4. јуна 2019. године, потврдио да је договорена шестогодишња сарадња са Луком Јовићем. Неколико дана касније, клуб је послао авион по Јовића, који се налазио на припремама са младом репрезентацијом Србије у Порторожу, како би званично представио свог новог фудбалера. Јовић је, после лекарских прегледа и обављених формалности око потписивања уговора, званично представљен у дресу Реала, а том приликом није носио број на леђима. Иако износ исплаћеног обештећења званично није објављен, шпански спортски лист Марка пренео је информацију да је за играча издвојена цифра од 65 милиона евра. Јовић је тиме постао најскупљи српски фудбалер у историји. За клуб је дебитовао на Међународном купу шампиона, против минхенског Бајерна. Пред почетак такмичарске сезоне и званично је задужио број 18, који је преузео након одласка Маркоса Љорентеа у редове градског ривала, Атлетика. У шпанској Примери, Јовић је дебитовао на отварању такмичарске 2019/20, ушавши у игру уместо Карима Бенземе, на гостовању Селти у Вигу, где је његов тим остварио победу резултатом 3 : 1. У наредном колу је дебитовао и на Стадиону Сантијаго Бернабеу, када је ушао у игру у 68. минуту утакмице против Ваљадолида, која је завршена нерешеним резултатом, 1 : 1. У трећем колу, по први пут је заиграо као стартер. Реал је на гостовању Виљареалу одиграо нерешено 2 : 2, а Јовић је утакмицу почео у нападу заједно са Бенземом и на терену се задржао до 68. минута када га је заменио Лука Модрић. Јовић је на тој утакмици учествовао у акцији код првог гола Реала који је постигао Гарет Бејл. Наступио је и на отварању групне фазе Лиге шампиона, на гостовању Париз Сен Жермену, када је заменио Хамеса Родригеза, при резултату од 2 : 0 за домаћи састав. Први пут је на терену провео свих 90 минута на утакмици шестог кола шпанског шампионата, у којој је Реал у Мадриду савладао Осасуну са 2 : 0.
Према анализи Марке, средином октобра 2019, Јовић је у том моменту без поготка одиграо 218 минута, што га је на листи од 16 нападача који су узети у разматрање, сврстало на 13. место. Претпоследњег дана истог месеца, Јовић је постигао свој први гол у дресу Реала, на утакмици 11. кола Примере, у којој је Реал на домаћем терену Мадриду савладао Леганес са 5 : 0. Јовић је у игру ушао у 70. минуту уместо Бенземе, а у 91. минуту поставио је коначан резултат. На сусрету 13. кола, против Ејбара, Јовић је по први пут изостављен из протокола, због лакше повреде мишића. Поред те утакмице, Јовић ни на наредна три лигашка сусрета није улазио у игру. Тренер Зинедин Зидан је после тога потврдио да надаље рачуна на Јовића, те је српски нападач најављен као стартер на последњем сусрету групне фазе Лиге шампиона, против Клуб Брижа. На тој утакмици, одиграној на Стадиону Јан Брејдел у Брижу, Јовић је играо до 77. минута, без конкретног учинка. Неколико дана касније, остао је на клупи за резервне фудбалере у Ел Класику, који је завршен без погодака.
Након повреде Карима Бенземе пред сусрет полуфинала Суперкупа Шпаније, Јовић се нашао у стартној постави против екипе Валенсије. На тој утакмици уписао је асистенцију за Луку Модрића код трећег поготка своје екипе, док га је у 83. минуту на терену заменио Маријано Дијаз.

### Фјорентина
Дана 8. јула 2022. године, Јовић је званично прешао у италијански клуб Фјорентину.

## Репрезентација

### Развојни узрасти
Јовић је до 2013. био члан млађе кадетске репрезентације Србије, код селектора Бранислава Николића. На 12 утакмица, одиграних у том узрасту, Јовић је постигао 10 погодака. Исте године, Јовић је добио позив и у кадетску репрезентацију, те је током октобра, са четири поготка, био најбољи стрелац квалификационог турнира одржаног у Србији. На пријатељском мечу против одговарајуће селекције Хрватске, одиграном 11. децембра, на терену Спортског центра Фудбалског савеза Србије у Старој Пазови, Јовић је постигао хет-трик у победи домаће екипе, резултатом 4 : 1. У елитној рунди квалификација за Европско првенство, одиграној на пролеће 2014, Јовић је наступио на све три утакмице. На првој, против Ирске, Јовић је био стрелац, други сусрет, против Грузије, завршио је без конкретног учинка, док је против Немачке асистирао Ивану Шапоњићу за једини погодак Србије у ремију резултатом 1 : 1. Због боље гол-разлике, Немачка је задржала прво место на табели и пласирала се на завршни турнир, док је Србија на тај начин елиминисана из даљег такмичења.
Селектор омладинске репрезентације Србије, Вељко Пауновић прикључио је тренинзима тог састава и Луку Јовића, као најмлађег члана, у мају 2014. Лета исте године, Пауновић га је уврстио и на шири списак репрезентативаца, а затим и на коначан списак путника на Европско првенство у Мађарској. Дебитовао је на отварању турнира, против Украјине, када је заменио Станишу Мандића у 62. минуту. На следећој утакмици, против селекције Немачке, Јовић се нашао у стартној постави своје екипе, за коју је у 41. минуту постигао погодак након асистенције Андрије Живковића. На јесен исте године, пред почетак меморијалног турнира Стеван Ћеле Вилотић, у договору Црвене звезде и Фудбалског савеза Србије, Јовић је остао да тренира са клубом, па је изостављен са списка селектора Ивана Томића. На почетку новог квалификационог цуклуса за Европско првенство, Јовић је био стрелац у победи од 4 : 0 над селекцијом Сан Марина. У марту 2015. године, Јовић је дебитовао за селекцију до 18 година старости, док је на крају квалификација за Европско првенство постигао два поготка и уписао две асистенције у победи над Норвешком. Исте године, репрезентација Србије до 20 година, под вођством Вељка Пауновића, освојила је Светско првенство, које се одржало на Новом Зеланду. Јовић тада није био у саставу репрезентације. Почетком септембра, Јовић је са својом генерацијом учествовао на турниру Стеван Ћеле Вилотић, где је на првом сусрету постигао погодак и асистирао Ивану Шапоњићу, у победи од 3 : 1 против селекције Сједињених Америчких Држава. На наредне две утакмице, против Француске и Црне Горе, није наступао. На старту квалификација за Европско првенство, Јовић је постигао хет-трик и уписао двоструку асистенцију у победи од 5 : 0 над саставом Естоније. Одмах затим, на следећем сусрету, Јовић је погодио и у победи од 4 : 0 против Јерменије. У елитној рунди квалификација, одиграној крајем марта у Крагујевцу и Горњем Милановцу, Јовић је одиграо све три утакмице, од којих је био стрелац из једанаестерца у победи од 4 : 1 над Црном Гором. Екипа Србије елиминисана је минималним поразом од Француске и није се пласирала на завршни турнир.

### Млада селекција
У новембру 2015, Јовић је добио позив селектора Томислава Сивића, да се прикључи окупљању младе репрезентације Србије. Дебитовао је на квалификационој утакмици за Европско првенство, против екипе Италије, ушавши у игру уместо Огњена Ожеговића у 75. минуту игре. У игру је, такође, ушао и неколико дана касније, на гостовању Словенији, где је Србија поражена резултатом 2 : 0. Последњег дана маја 2016, Јовић је наступио на сусрету са саставом Аутрије, одиграном у оквиру турнира Валериј Лобановски у Украјини. Као и на претходној утакмици за младу репрезентацију, Јовић је на терену заменио Александра Чаврића. Током сезоне 2016/17, Јовић није био стални члан младе репрезентације Србије, али је редовно добијао позиве у млађу селекцију, за коју је одиграо неколико пријатељских утакмица. Није се нашао на коначном списку Ненада Лалатовића за Европско првенство 2017. године, одржано у Пољској. На почетку новог квалификационог циклуса, септембра исте године, под вођством Горана Ђоровића, Јовић је био стрелац и асистент у победи од 4 : 0 над селекцијом Гибралтара. Наредног месеца, наступио је против Македоније у Скопљу, као и Русије на Стадиону Карађорђе у Новом Саду, када је био стрелац два гола у победи своје екипе резултатом 3 : 2. Затим је погодио на гостовању Аустрији, у новембру 2017, чиме је завршен први круг квалификационог циклуса. У марту наредне године, када је противник поново био Гибралтар, Јовић је по два пута погађао и асистирао, за победу Србије од 6 : 0. Последњи погодак у квалификацијама, Јовић је постигао против Русије на стадиону у Нижњем Новгороду, из једанаестерца који је претходно изнудио. Ремијем без погодака против Јерменије, када је Јовић у игру ушао у другом полувремену, уместо Луке Илића, Србија је освојила прво место у групи и остварила пласман на Европско првенство 2019. године. Првог дана јуна 2019, Ђоровић је саопштио коначан списак фудбалера за завршни турнир у Италији и Сан Марину, те се Јовићево име нашло међу 23 путника у играчком кадру. На старту такмичења, одиграо је читав сусрет са Аустријом, када је Србија поражена са 2 : 0, док је при минималном вођству противника погодио пречку. На другом сусрету, са екипом Немачке, у другом полувремену га је заменио Дејан Јовељић, док је на последњој утакмици, против Данске, остао на клупи за резервне играче и није улазио у игру. Србија је тиме окончала учешће као последњепласирана, без освојених бодова.

### Сениорски састав
Услед запажених игара на клупском нивоу, Јовић је као стандардни млади репрезентативац био у ширем кругу потенцијалних сениорских репрезентативаца, током пролећа 2018. Крајем маја исте године, тадашњи селектор, Младен Крстајић, уврстио је Јовића на шири списак играча за Светско првенство. По скраћењу списка, Јовић се нашао међу 23 путника у Русију, где је одржан завршни турнир. За сениорску репрезентацију Србије, Јовић је дебитовао 4. јуна 2018. у припремном мечу за Светско првенство, против репрезентације Чилеа, у Грацу, где је његов тим поражен минималним резултатом. Јовић је у игру ушао у 84. минуту, ступивши на терен уместо Александра Митровића. Свој једини наступ на турниру у Русији је, Јовић је забележио на последњој утакмици, против Бразила када је ушао у игру у 89. минуту. После Светског првенства у Русији, Јовић се вратио у састав младе репрезентације, са којом се 2019. такмичио на Европском првенству за играче до 21 године, лета 2019. У међувремену, Јовић је наступио на сусрету Лиге нација са Црном Гором. Свој први погодак у сениорској репрезентацији постигао је 20. марта 2019. године, у пријатељској утакмици против Немачке, која је завршена резултатом 1 : 1. Тада је по први пут увршен у стартну поставу Србије, а из игре је изашао након 70 минута, после чега га је на терену заменио Милан Павков. Пред одлазак на Европско првенство са младом репрезентацијом, Јовић је такође био у саставу сениорске екипе. У стартној постави нашао се у Лавову, где је Србија претрпела пораз од 5 : 0 од домаће Украјине, док је неколико дана касније постигао свој други погодак у дресу репрезентације, у победи од 4 : 1 над Литванијом.
У августу 2019. Јовић се нашао на првом списку новог селектора, Љубише Тумбаковића. Под његовим вођством, Јовић је по први пут наступио против Португалије, 7. септембра исте године, када је у завршници сусрета у игру ушао уместо Луке Миливојевића. Фудбалски савез Србије је после те утакмице саопштио да је Јовић обновио повреду, због чега није био у саставу за меч против Луксембурга. Јовић је, потом, изостављен са следећег Тумбаковићевог списка, док је спортска јавност у Србији била подељена по питању те одлуке. Према писању спортских и таблоидних медија, Јовић је повреду пријавио због незадовољства статусом код шефа стручног штаба репрезентације и минималне минутаже коју је добио против селекције Португала, што је искористио као изговор да слободно време проведе у Београду. С друге стране, Тумбаковић је био незадовољан односом играча, који је неколико дана касније наступио за клуб. Услед кршења дисциплине, Тумбаковић надаље није звао Јовића у састав репрезентације.

## Приватно
Лука Јовић је рођен као млађе дете у породици Софије и Милана Јовића. Како је његово село, Батар, од Бијељине којој припада, удаљено 17 километара, на свет је дошао у Лозници. Иако се тај град налази са друге стране реке Дрине, у Србији, ближи је месту где је фудбалер одрастао. Услед ратних сукоба на простору Босне и Херцеговине и Распада Југославије, његов отац, који се аматерски бавио фудбалом, није се професионално остварио у том спорту. Он се старао се о Лукином фудбалском развоју, редовно га возио на утакмице у Београд и у својству правног заступника потписивао уговоре док је Лука био малолетан. На својим фудбалским почецима у Мини макси лиги, Јовић је био плаћен 50 евра по утакмици, уз додатак од 2000 динара за трошкове до Лознице, где су се догађаји одржавали. Уз то, због здравствених проблема које је у то време претрпела његова сестра, Јовић је као дете помагао деди у пословима на њиви. Јовићи су изразили захвалност Саву Милошевићу, рођаку из Бијељине, који им је пружио финансијску и организациону подршку у тим тренуцима, као и касније, током Лукиног Развоја. До преласка у Београд, Јовић је више пута недељно путовао у родну Лозницу, где је индивидуално тренирао са тренером Павлом Јефтићем, са којим је изградио пријатељски однос и остао у контакту када је постао професионалац. Средином новембра 2015, према писању Блица, рекеташ из околине Лознице, упутио је претње Милану Јовићу, да ће поломити ноге његовом сину, уколико не добије тражена средства. Исти извор наводи да су особе блиске ухапшеном, у чију се умешаност сумњало, негирале постојање било каквих претњи, као и да су контакти са Јовићем били повезани са изнудом новца.
Према писању медија, Јовић је 27. децембра 2018. учествовао у саобраћајном удесу, који се догодио на магистралном путу који повезује Бијељину и Зворник. Том приликом није било теже повређених, а возила су претрпела материјалну штету. Крајем фебруара 2019. године, Јовић је са својом бившом девојком, Анђелом Маниташевић, добио сина. Детету су дали име Давид. На јесен исте године, медији су објавили да је Јовић отпочео везу са манекенком Софијом Милошевић. Пар се верио наредне године и имају два сина, Алексеја и Теодора. Лука и његова породица остали су у добрим односима са његовом бившом девојком.

## Статистика

### Клупска
Ажурирано 8. јануара 2020.
| Клуб                           | Сезона   | Лига                   | Лига    | Лига   | Национални куп | Национални куп | Лига куп | Лига куп | Европа  | Европа | Остало  | Остало | Укупно  | Укупно |
| Клуб                           | Сезона   | Дивизија               | Наступа | Голова | Наступа        | Голова         | Наступа  | Голова   | Наступа | Голова | Наступа | Голова | Наступа | Голова |
| ------------------------------ | -------- | ---------------------- | ------- | ------ | -------------- | -------------- | -------- | -------- | ------- | ------ | ------- | ------ | ------- | ------ |
|                                |          |                        |         |        |                |                |          |          |         |        |         |        |         |        |
| Црвена звезда                  | 2013/14. | Суперлига Србије       | 1       | 1      | 0              | 0              | —        | —        | —       | —      | —       | —      | 1       | 1      |
| Црвена звезда                  | 2014/15. | Суперлига Србије       | 22      | 6      | 2              | 0              | —        | —        | —       | —      | —       | —      | 24      | 6      |
| Црвена звезда                  | 2015/16. | Суперлига Србије       | 19      | 5      | 2              | 1              | —        | —        | 2       | 0      | —       | —      | 23      | 6      |
| Црвена звезда                  | Укупно   | Укупно                 | 42      | 12     | 4              | 1              | —        | —        | 2       | 0      | —       | —      | 48      | 13     |
|                                |          |                        |         |        |                |                |          |          |         |        |         |        |         |        |
| Бенфика Б                      | 2015/16. | Друга лига Португалије | 7       | 2      | —              | —              | —        | —        | —       | —      | —       | —      | 7       | 2      |
| Бенфика Б                      | 2016/17. | Друга лига Португалије | 11      | 2      | —              | —              | —        | —        | —       | —      | —       | —      | 11      | 2      |
| Бенфика Б                      | Укупно   | Укупно                 | 18      | 4      | —              | —              | —        | —        | —       | —      | —       | —      | 18      | 4      |
|                                |          |                        |         |        |                |                |          |          |         |        |         |        |         |        |
| Бенфика                        | 2015/16. | Прва лига Португалије  | 1       | 0      | 0              | 0              | 0        | 0        | 1       | 0      | 0       | 0      | 2       | 0      |
| Бенфика                        | 2016/17. | Прва лига Португалије  | 1       | 0      | 0              | 0              | 1        | 0        | —       | —      | 0       | 0      | 2       | 0      |
| Бенфика                        | Укупно   | Укупно                 | 2       | 0      | 0              | 0              | 1        | 0        | 1       | 0      | 0       | 0      | 4       | 0      |
|                                |          |                        |         |        |                |                |          |          |         |        |         |        |         |        |
| Ајнтрахт Франкфурт (позајмица) | 2017/18. | Бундеслига Немачке     | 22      | 8      | 5              | 1              | —        | —        | —       | —      | —       | —      | 27      | 9      |
| Ајнтрахт Франкфурт (позајмица) | 2018/19. | Бундеслига Немачке     | 32      | 17     | 1              | 0              | —        | —        | 14      | 10     | 1       | 0      | 48      | 27     |
| Ајнтрахт Франкфурт (позајмица) | Укупно   | Укупно                 | 54      | 25     | 6              | 1              | —        | —        | 14      | 10     | 1       | 0      | 75      | 36     |
|                                |          |                        |         |        |                |                |          |          |         |        |         |        |         |        |
| Реал Мадрид                    | 2019/20. | Прва лига Шпаније      | 17      | 2      | 3              | 0              | —        | —        | 4       | 0      | 2       | 0      | 26      | 2      |
|                                |          |                        |         |        |                |                |          |          |         |        |         |        |         |        |
| Каријера                       | Каријера | Каријера               | 133     | 43     | 13             | 2              | 1        | 0        | 21      | 10     | 3       | 0      | 171     | 55     |
|                                |          |                        |         |        |                |                |          |          |         |        |         |        |         |        |

| Србија | Србија   | Србија |
| Година | Утакмице | Голови |
| ------ | -------- | ------ |
| 2018   | 3        | 0      |
| 2019   | 4        | 2      |
| 2020   | 4        | 3      |
| 2021   | 9        | 2      |
| 2022   | 10       | 3      |
| 2023   | 1        | 0      |
| 2024   | 6        | 1      |
| Укупно | 37       | 11     |

| #   | Датум              | Место              | Противник | Гол   | Резултат | Такмичење                                 |
| --- | ------------------ | ------------------ | --------- | ----- | -------- | ----------------------------------------- |
| 1.  | 20. март 2019.     | Волфсбург, Немачка | Немачка   | 0 : 1 | 1 : 1    | Пријатељска утакмица                      |
| 2.  | 10. јун 2019.      | Београд, Србија    | Литванија | 3 : 0 | 4 : 1    | Квалификације за Европско првенство 2020. |
| 3.  | 12. новембар 2020. | Београд, Србија    | Шкотска   | 1 : 1 | 1 : 1    | Квалификације за Европско првенство 2020. |
| 4.  | 18. новембар 2020. | Београд, Србија    | Русија    | 2 : 0 | 5 : 0    | Лига нација 2020/21.                      |
| 5.  | 18. новембар 2020. | Београд, Србија    | Русија    | 4 : 0 | 5 : 0    | Лига нација 2020/21.                      |
| 6.  | 1. септембар 2021. | Дебрецен, Мађарска | Катар     | 2 : 0 | 4 : 0    | Пријатељска утакмица                      |
| 7.  | 11. новембар 2021. | Београд, Србија    | Катар     | 2 : 0 | 4 : 0    | Пријатељска утакмица                      |
| 8.  | 5. јун 2022.       | Београд, Србија    | Словенија | 3 : 1 | 4 : 1    | Лига нација 2022/23.                      |
| 9.  | 9. јун 2022.       | Стокхолм, Шведска  | Шведска   | 0 : 1 | 0 : 1    | Лига нација 2022/23.                      |
| 10. | 18. новембар 2022. | Арад, Бахреин      | Бахреин   | 1 : 5 | 1 : 5    | Пријатељска утакмица                      |
| 11. | 20. јун 2024.      | Минхен, Немачка    | Словенија | 1 : 1 | 1 : 1    | Европско првенство 2024.                  |

## Трофеји и признања
| Црвена звезда - Суперлига Србије : 2013/14, 2015/16. Бенфика - Првенство Португалије : 2015/16, 2016/17. - Лига куп Португалије : 2015/16. - Суперкуп Португалије : 2016. Ајнтрахт Франкфурт - Куп Немачке : 2017/18. Реал Мадрид - Првенство Шпаније : 2019/20, 2021/22. - Суперкуп Шпаније : 2019/20, 2021/22. - УЕФА Лига шампиона : 2021/22. Милан - Суперкуп Италије : 2024. | - Најмлађи стрелац у историји Црвене звезде, са 16 година, 5 месеци и 5 дана - Најмлађи фудбалер у историји вечитих дербија са 16 година, 9 месеци и 25 дана - Први фудбалер Ајнтрахта из Франкфурта са 5 погодака на истом сусрету - Најмлађи стрелац 5 погодака на утакмици у историји Бундеслиге Немачке - Идеални тим Бундеслиге за сезону 2018/19. - Идеални тим Лиге Европе за такмичарску 2018/19. |